# Cmentarz Motolski
Cmentarz Motolski (cz. Motolský hřbitov) – cmentarz położony w stolicy Czech w dzielnicy Praga 5 (Motol) przy ulicy Plzeňskiej 233.

## Historia
Cmentarz Motolski powstał jako nekropolia pochówków urnowych przy krematorium w Motolu. Pierwszy projekt krematorium z 1937 nie został zrealizowany, pod koniec lat 40. władze miasta powróciły do porzuconego tematu. W 1951 rozpoczęto realizację projektu Josefa Karela Říhy, w 1954 ukończono budowę spopielarni zwłok oraz ulokowanego na wzgórzu leśnego cmentarza urnowego. Znajduje się on w parku przyrody Košíře-Moto, przez jego teren przepływa Potok Motolski, a nad sztucznym stawem znajduje się ogrodem pamięci. 
W latach 50. w zbiorowych mogiłach grzebano prochy ofiar terroru komunistycznego, po ujawnieniu tego faktu Konfederacja Więźniów Politycznych Republiki Czeskiej doprowadziła do budowy pomnika-mauzoleum upamiętniającego zamordowanych. Jego uroczyste otwarcie miało miejsce 20 maja 2000, uczestniczyli w nim przedstawiciele Konfederacji Więźniów Politycznych Republiki Czeskiej, urzędnicy państwowi, przedstawicieli miasta Pragi oraz liczni byli więźniowie 

## Pochowani
- Ivan Bortel - alpinista, członek kadry narodowej i uczestnik czechosłowackiej wyprawy Peru 1970;
- Josef Bryks - major lotnictwa, ofiara komunistycznego terroru;
- Alberto Vojtěch Frič - etnograf, podróżnik, botanik, fotograf, pisarz;
- Frantisek Hamza - lekarz, pisarz, działacz społeczny na rzecz dzieci;
- František Kriegel - lekarz i polityk komunistyczny, działacz reformatorskiego skrzydła KPCz w okresie Praskiej Wiosny;
- Stella Zázvorková - aktorka.